# Tielman Susato
Tielman Susato (též Tylman, narozen kolem 1510/15 – zemřel po roce 1570) byl nizozemský hudební skladatel, hudebník a vydavatel. Podle jména se soudí, že mohl pocházet z některé z obcí jménem Soest, buď ve Vestfálsku, nebo v Nizozemí. Jeho jméno se objevuje v Antverpách roku 1530, tehdy pracoval jako katedrální kaligraf a hráč na dechové nástroje. Roku 1543 založil první nizozemské hudební vydavatelství a se svými kolegy postupně vytvořil z Antverp důležité středisko vydávání hudebních materiálů. Roku 1561 jeho podnik převzal syn Jacob Susato a Tielman se odstěhoval nejdříve do Alkmaaru v severním Holandsku a později do Švédska, kde jeho stopa končí.
Jako skladatel Susato vytvořil a vydal několik knih mší a motet v polyfonním stylu. Dále napsal dvě knihy písní určené méně zdatným pěvcům, neboť jsou jen dvouhlasé nebo tříhlasé. Kromě toho psal instrumentální, zejména taneční hudbu, která je dnes nejživější částí jeho odkazu; tato kniha vyšla roku 1551.